# Liste der Baudenkmäler in Stoppenberg
Die Liste der Baudenkmäler in Stoppenberg enthält die denkmalgeschützten Bauwerke auf dem Gebiet von Essen-Stoppenberg, Stadtbezirk VI, in Nordrhein-Westfalen (Stand: Oktober 2018). Diese Baudenkmäler sind in der Denkmalliste der Stadt Essen eingetragen; Grundlage für die Aufnahme ist das Denkmalschutzgesetz Nordrhein-Westfalen (DSchG NRW).

| Bild                           | Bezeichnung                                 | Lage | Beschreibung | Bauzeit                      | Eingetragen seit | Denkmal- nummer |
| ------------------------------ | ------------------------------------------- | --- | --- | ---------------------------- | ---------------- | --------------- |
| ehem. Stratmann-Kotten         | ehem. Stratmann-Kotten                      | Am Reiterhof 28; alte Lagebezeichnung: Distelbeckhof 28 Karte                                                                                 | | erste Erwähnung 1538         | 10. Juli 1986    | 121             |
| Gedenkkreuz                    | Gedenkkreuz                                 | Ernestinenstraße / Helfenbergweg / bei Ernestinenstraße 116-128 Karte                                                                         | | 1896                         | 14. März 1991    | 657             |
| Pfarrhaus                      | Pfarrhaus                                   | Essener Straße 4 Karte | | um 1905                      | 14. März 1991    | 658             |
| weitere Bilder                 | Kirche St. Nikolaus mit Schwanhildenbrunnen | Gelsenkirchener Straße 1 Karte | dem Jugendstil zugerechnet, 1974–1976 grundlegend renoviert; Gedenktafel: Als Pfarrkirche für die 1074 geweihte Nikolauskapelle und im 12. Jahrhundert erweiterte Stiftskirche auf dem Kapitelberg am Fuß des Berges von Carl Moritz erbaut. | um 1910                      | 14. März 1991    | 659             |
| Jugendheim                     | Jugendheim                                  | Gelsenkirchener Straße 89a Karte | | um 1925                      | 14. März 1991    | 660             |
| weitere Bilder                 | Stiftskirche Maria in der Not               | Kapitelberg Karte | von der Essener Äbtissin Swanhild gestiftet, als Nikolauskapelle 1074 von Erzbischof Anno II. geweiht, heute Klosterkirche der Unbeschuhten Karmelitinnen                                                                                    | 11. Jahrhundert              | 14. Februar 1985 | 48              |
| weitere Bilder                 | Zeche Zollverein                            | Katernberger Straße / Gelsenkirchener Straße / Am Handwerkerpark / Bullmannaue / Arendahls Wiese / Großwesterkamp / Dornbuschhegge etc. Karte | seit dem 14. Dezember 2001 Weltkulturerbe | in Betrieb von 1932 bis 1986 | 20. Juni 2000    | 911             |
| Nikolausschule 2               | Nikolausschule 2                            | Schwanhildenstraße 34 Karte | erbaut als evangelische Bismarckschule, jetzt katholische Nikolausschule 2 | Ende 19. Jahrhundert         | 14. März 1991    | 661             |
| ehemaliges Rathaus Stoppenberg | ehemaliges Rathaus Stoppenberg              | Stoppenberger Platz 4/6 / Schwanhildenstraße 25 Karte                                                                                         | | 1876                         | 14. Mai 1987     | 204             |